# Konsularmünze
Konsularmünzen (auch Familienmünzen; lat. nummi consulares) sind zur Zeit der Römischen Republik geprägte Münzen.
Seitdem der römische Senat 44 v. Chr. Julius Caesar das Recht verliehen hatte, Münzen mit seinem Konterfei zu prägen und in Umlauf zu bringen, nahmen auch dessen Nachfolger dieses Recht für sich in Anspruch. Neben den Abbildungen der Konsuln gibt es auch Münzen mit den Köpfen von deren Ehegattinnen.
In den Umschriften sind die Familiennamen, oft auch nur die Zunamen ausgedruckt, deshalb der Name Familienmünzen.  